# فالريكو
فالريكو (فلوريدا) (بالإنجليزية: Valrico, Florida)‏ هي منطقة سكنية تقع في الولايات المتحدة في مقاطعة هيلزبورو (فلوريدا). يقدر عدد سكانها بـ 35,545 نسمة ومساحتها 22.07 كم2 وترتفع عن سطح البحر 17 متر.

## أعلام
- كولين ووكر
- جاي أيريس
- غاري هانكوك
- خوسي غوميز
- مات قود